# 鉄輪温泉

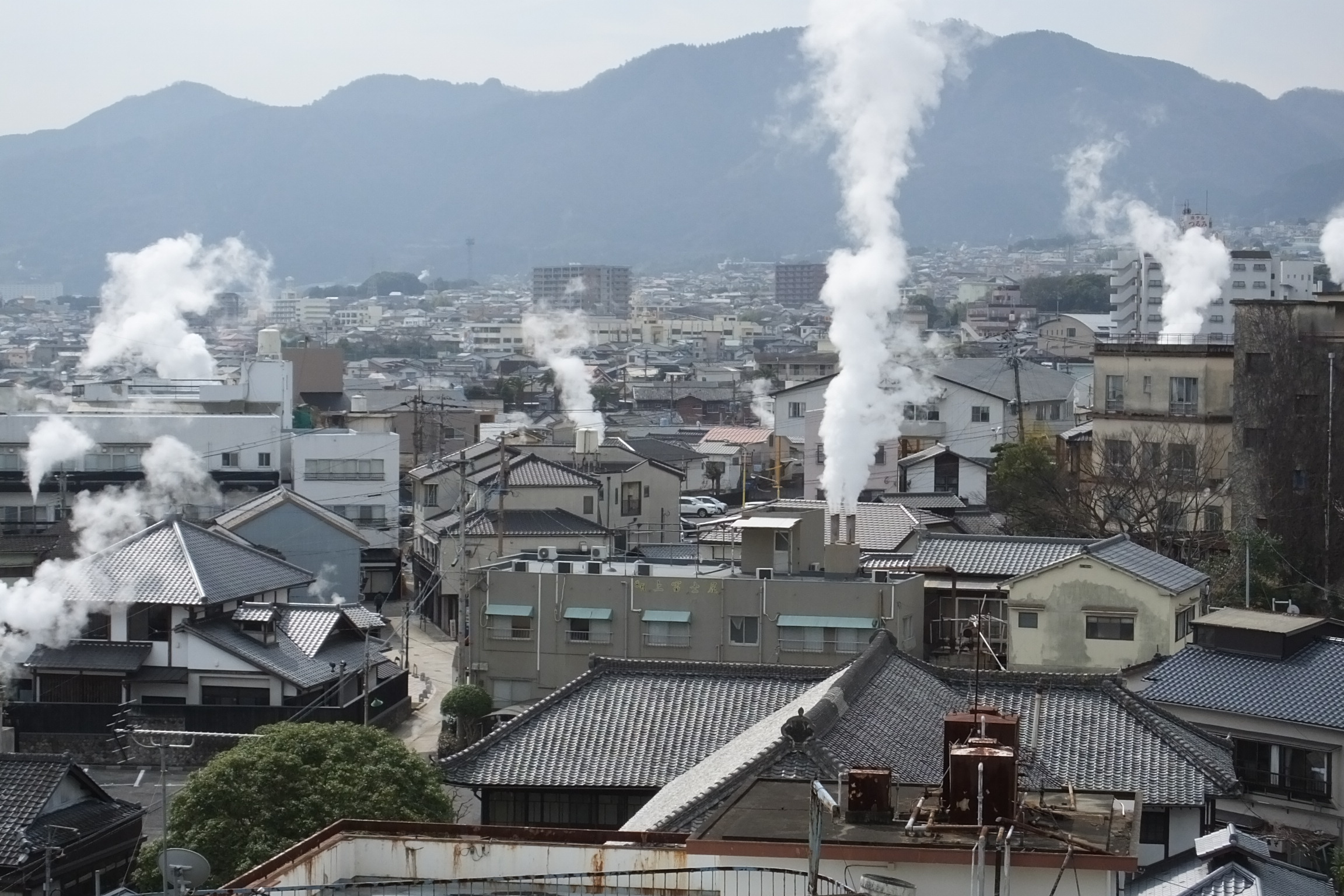
随所より湯煙が濛々と上がる鉄輪温泉

鉄輪温泉（かんなわおんせん）は、大分県別府市（旧国豊後国速見郡）にある温泉で、別府八湯の一つ。温泉の湧出量では日本最大である別府の源泉の大半が鉄輪に集中している。湯治場の面影を濃く残し、レトロな町並みと別府地獄めぐりの多くが鉄輪温泉にある。

## 概要

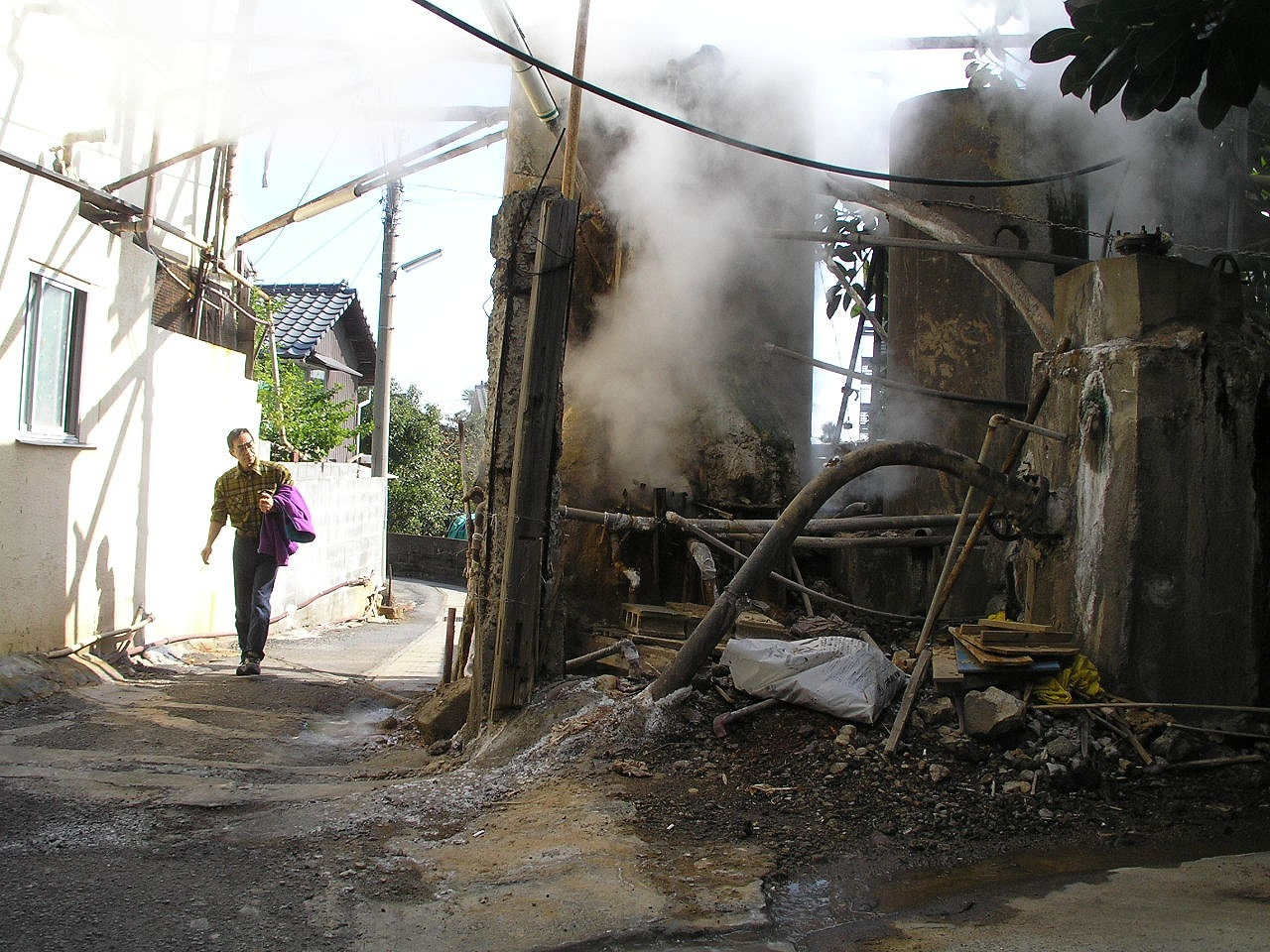
鉄輪温泉源泉の一つ。

別府八湯(別府、亀川、柴石、鉄輪、明礬、堀田、観海寺、浜脇)は西部の火山帯から東部の別府湾に向けて広がる火山麓扇状地に噴出する自然湧出泉からなり、江戸時代後期まで農閑期を中心に多くの湯治客を集めていた。明治時代の近代化以降は別府港、鉄道、道路の整備により観光客が急増し、一大観光地と化す。地上に吹き上げる高温の沸騰泉は気液分離装置により温泉水と温泉蒸気とに分離され、温泉水は配管で各集落へ、高温の蒸気は「湯けむり」となり空中に高く排出され、温泉場らしい雰囲気を醸成している。とりわけ鉄輪温泉は明礬温泉とともに湯治場の色彩が強く、今なお木賃宿や旅籠の起源を持つ古い宿泊施設が旅館や貸間として残り、路地を挟んで小規模な湯治宿が建ち並ぶレトロで情緒豊かな町並みを形成している。また、町の各所に住民により管理された共同浴場が点在する。
いたるところからもうもうと湯煙りを上げる鉄輪温泉地区の町並の景観は、明礬温泉地区とともに「別府の湯けむり・温泉地景観」の名称で2012年（平成24年）9月19日に重要文化的景観として選定されている。

## 歴史

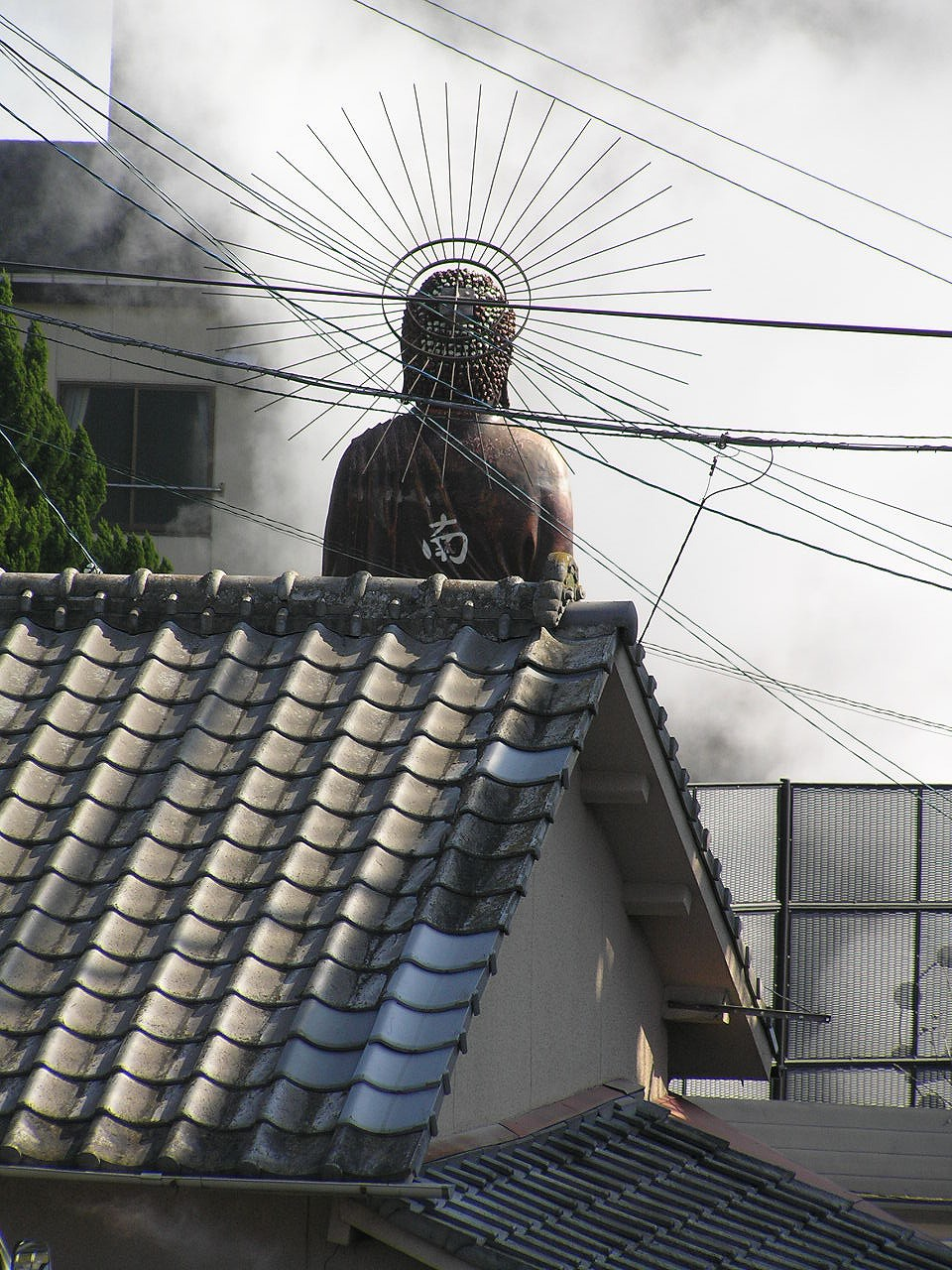
温泉街の中心部に立つ仏像と湯煙。

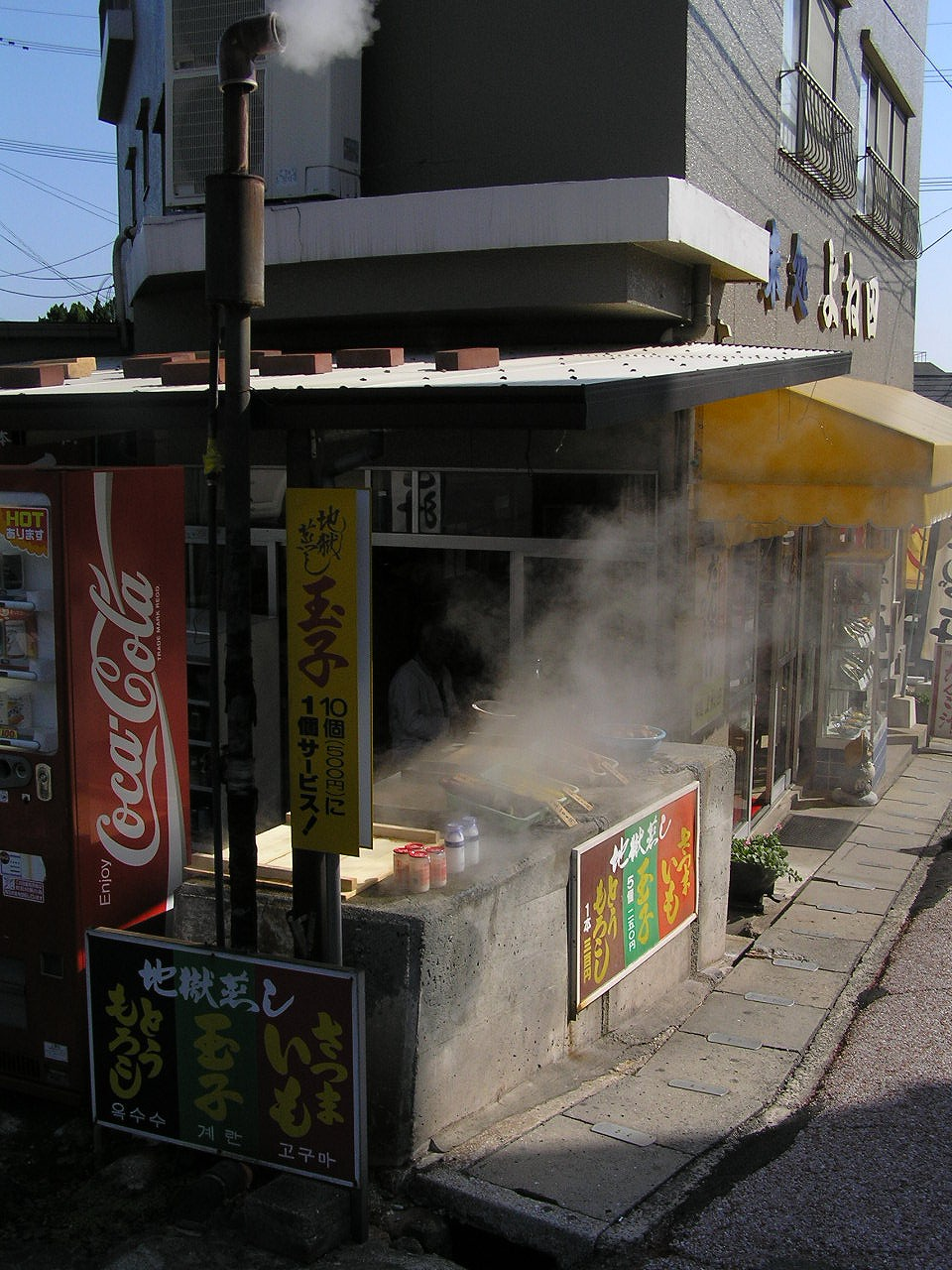
地獄蒸しの卵、トウモロコシ、芋などの売店。

- 鎌倉時代（建治2年）に一遍が念仏行脚の途上に鉄輪の地を訪れた際、猛り狂う地獄地帯を鎮め、湯治場（鉄輪むし湯）を開いたのが始まりとされ、そのため上人創設の鉄輪むし湯には一遍上人像が祀られ、また「上人湯」という名の共同浴場もある。上人像の自分の体の悪い部分と同じ部位に温泉の湯をかけると、悪い箇所がよくなるとされる[3]。例年9月には鉄輪湯あみ祭りが開催され、県内唯一の時宗寺院の温泉山永福寺にて一遍上人に感謝する湯あみ法要も行われる[4][5]。
- 2009年（平成21年3月）、鉄輪温泉地区温泉湯けむり重点景観計画策定[2]。
- 2012年（平成24年）9月19日、明礬温泉とともに重要文化的景観として選定される[2]。

## 共同浴場
鉄輪むし湯をはじめ「上人湯」、「地獄原温泉」など9か所の共同浴場がある。
- 鉄輪むし湯 - ナトリウム塩化物泉（別府市鉄輪上1組）700円 7:30〜19:30（第4木曜日定休）
- 上人湯 - 塩化物泉（別府市鉄輪風呂本5組）100円 10:00〜17:00
- 渋の湯組合温泉 - 塩化物泉（別府市鉄輪風呂本1組）100円 6:30〜21:00
- 地獄原（じごくばる）温泉- 含ホウ酸食塩泉（別府市鉄輪東6組）100円（賽銭箱へ入れる）6:30〜21:00
- すじ湯温泉 - 塩化物泉（別府市鉄輪井田4組）100円（賽銭箱へ入れる）6:30〜20:00
- 熱の湯温泉 - ：ナトリウム塩化物泉（別府市鉄輪井田1組）無料 6:30〜21:00
- 谷の湯 - 塩化物泉（別府市北中1組の8）100円 6:30〜20:00
- ひょうたん温泉 - 塩化物泉（別府市鉄輪159-2）1,020円（400円）9:00〜24:00
- 夢たまて筥 - 塩化物泉（別府市北中1組 大江戸温泉物語ホテル風月敷地内）1,200円（600円）7:00〜10:00, 15:00〜24:00

以上

## 地獄めぐり

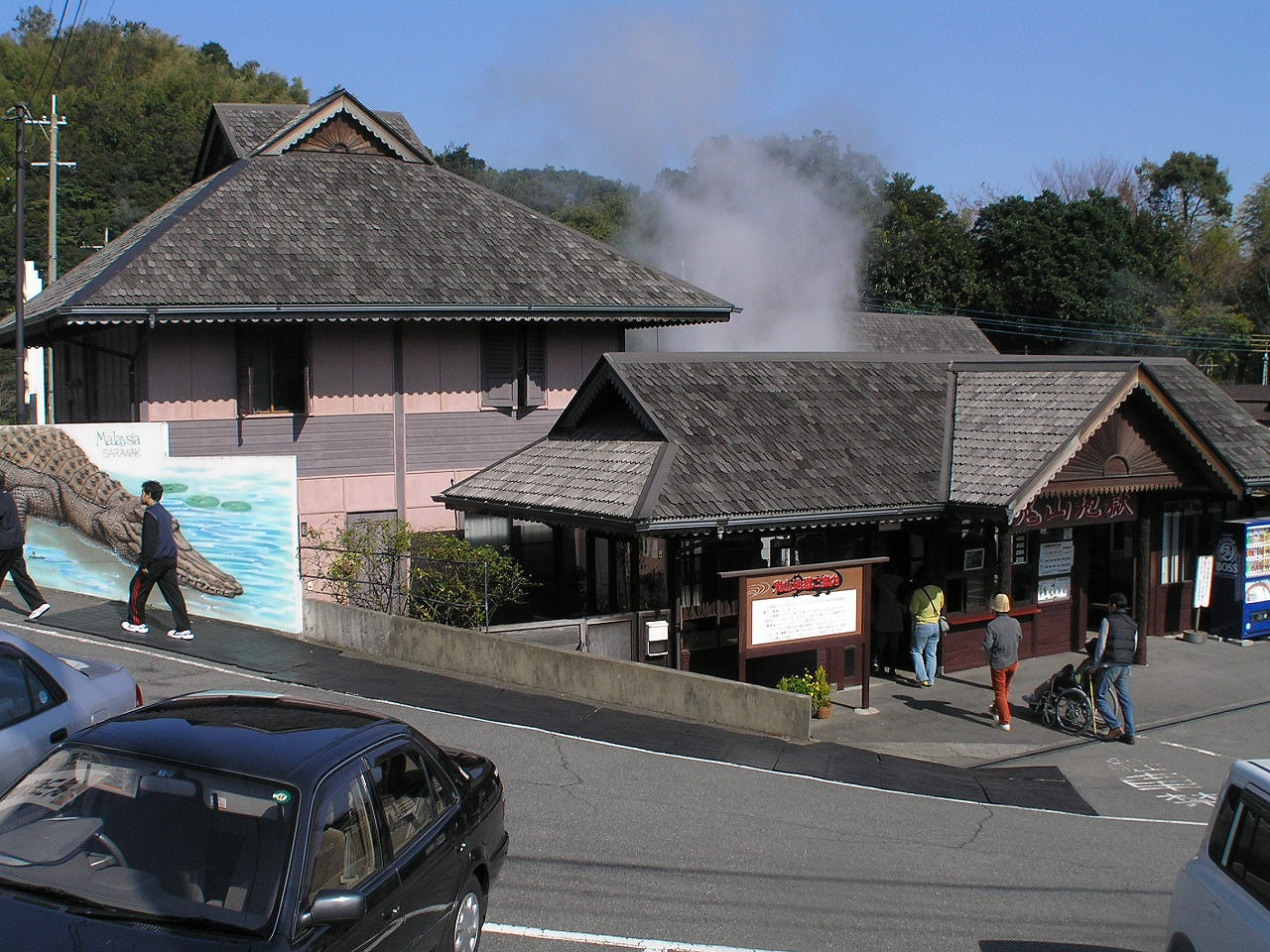
鬼山地獄

別府観光を代表する観光地で、全部で八か所がある。すべて入場は有料だが2日間有効の「8地獄共通観覧券」がある。
※別府地獄めぐりを参照。

## 地獄蒸し

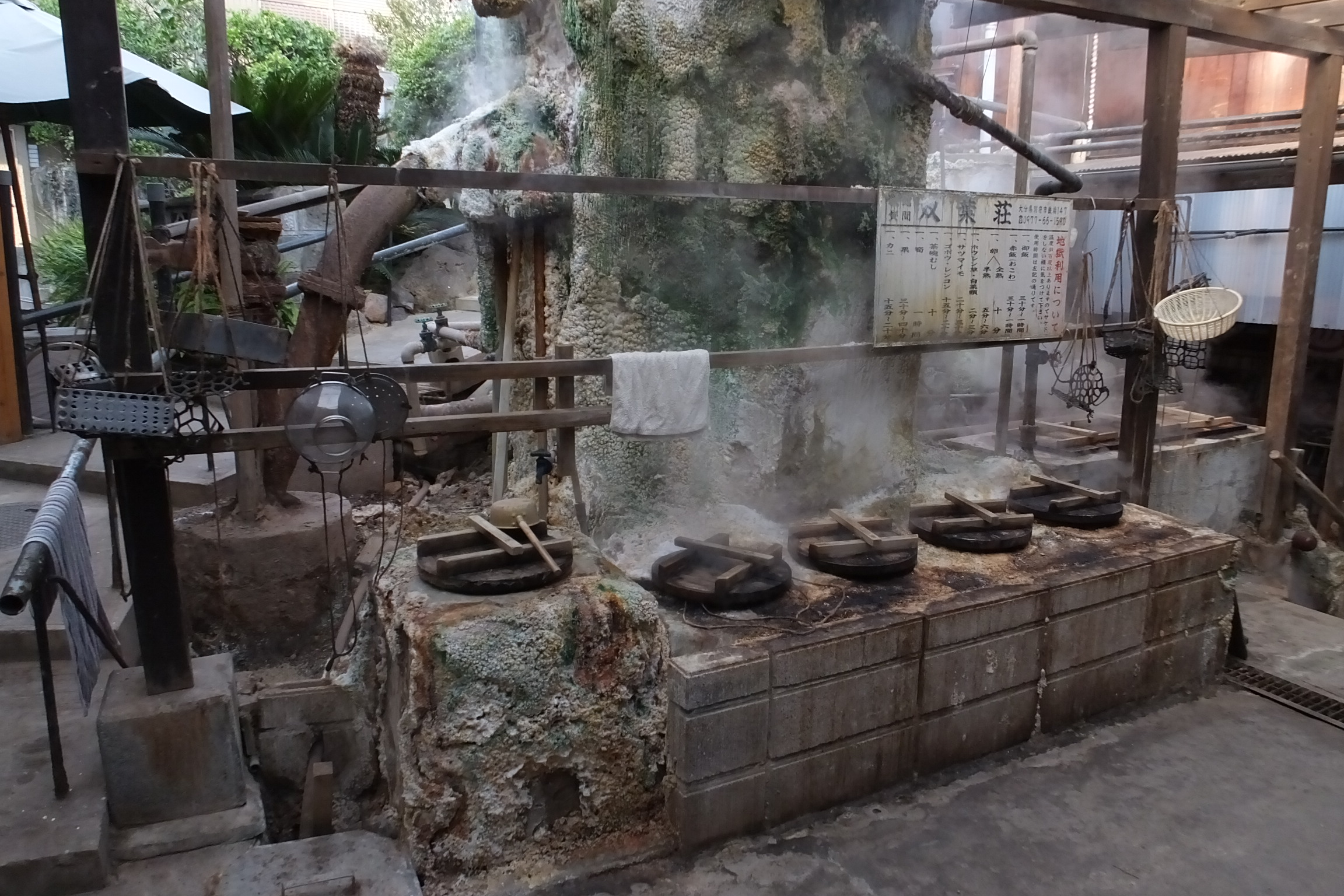
湯治客が自炊するために設けられた「地獄蒸し」貸間旅館・双葉荘にて。

地獄蒸しは江戸時代より湯治客に好まれた鉄輪を代表する料理の一つで、高温の温泉を利用した料理。「地獄蒸し料理」を体験できる「地獄蒸し工房 鉄輪」がある。

## 湯の川
温泉街には「湯の川」と呼ばれる川が流れ、各源泉から流れ出た温泉水が一ヶ所に集い、轟々と音を立てて流れ落ちている。

## 湯雨竹
湯の川の近くには、「湯雨竹（ゆめたけ）」と呼ばれる温泉の冷却装置がある。これは2000年代に入って建造されたもので、源泉の湯温が100℃にも達するという湯温を調節するもので、加水による調温を回避できる。

## 所在地
別府市大字鉄輪

## 交通アクセス

### 鉄道
- JR別府駅西口よりタクシーまたはバス。

バス:亀の井バス「鉄輪」バス停下車。（路線番号5・7・41 - 所要約16分、路線番号1 - 所要約24分、路線番号2 - 所要約26分）

### 飛行機
- 大分空港よりバスまたはタクシー。

空港バス:観光港別府交通センター下車(約35分)。降車後タクシーを利用。
- 福岡空港より高速バスで鉄輪口バス停下車。

以上

### 高速バス・観光バス
最寄りバス停は「鉄輪口」もしくは「鉄輪②」（亀の井バス鉄輪待合所）詳しくは各記事を参照のこと。
- 別府 - 福岡「とよのくに号」（ノンストップ便）（西日本鉄道と亀の井バスが共同運行）
- 別府・大分 - 福岡「日清号」（日清観光が運行、日清観光鉄輪車庫に停車）
- 大分・別府 - 長崎「サンライト号」（大分交通、大分バス、長崎自動車、長崎県交通局が共同運行）
- 別府 - 湯布院 - 阿蘇 - 熊本「九州横断バス」（九州産交バスによる単独運行）
- 別府 - 湯布院「観光快速ゆふりん」（亀の井バスによる単独運行）

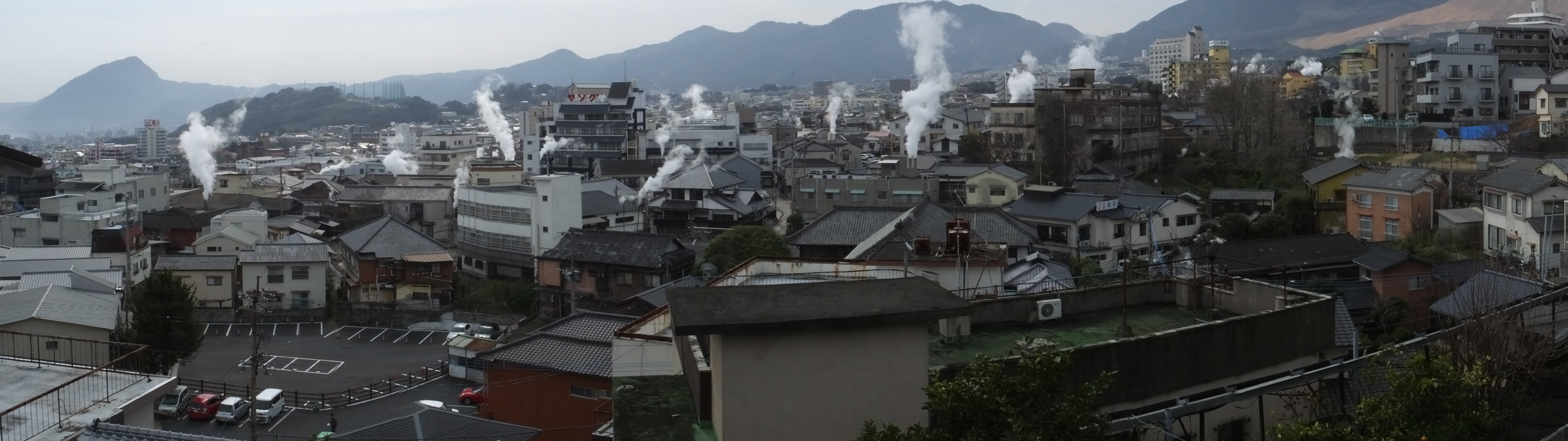
鉄輪温泉全景